# Егоров, Олег Александрович
Олег Александрович Егоров (8 марта 1957, Таллин — 1 октября 2023) — российский писатель, кинодраматург, искусствовед и продюсер, редактор, арт-директор рекламного агентства.

## Биография
Родился в Таллине 8 марта 1957 года. В 1983 году окончил редакторский факультет Московского полиграфического института.
Член международного клуба писателей и художников им. Ханса Кристиана Андерсена.
Автор сценариев более 200 детских телепередач, более 40 анимационных фильмов, снятых в России, Германии и США, 60 рекламных роликов, нескольких игровых фильмов и телесериалов.
В 1997—1998 годах — шеф-сценарист редакции детских и юношеских программ канала «Россия».
В 2013 году в сети опубликованы роман «Казейник Анкенвоя» (наиболее значительная книга автора) и сборник стихов «Бульварный роман».
С 2015 года — креативный продюсер кинокомпании «Собака Павлова».
С 2018 года — креативный продюсер и ведущий сценарист кинокомпании «Cine 1930».
Скоропостижно скончался 1 октября 2023 года на 67-м году жизни.

## Избранная фильмография
- 1987 — Сова — (анимационный, режиссёр Ольга Розовская) — сценарий
- 1988 — Правитель Турропуто — (анимационный, режиссёр Ольга Розовская) — сценарий
- 1988 — Босой учёный — (анимационный, режиссёр Юлиан Калишер) — сценарий
- 1989 — Золотые слова — (анимационный, режиссёр Юлиан Калишер) — сценарий
- 1990 — Пудя — (анимационный, режиссёр Инна Воробьёва) — сценарий
- 1990 — Тюк! — (анимационный, режиссёр Юлиан Калишер) — сценарий
- 1991 — Послушный ученик — (анимационный, режиссёр Юлиан Калишер) — сценарий
- 1991 — Как мышонок летучим стал — (анимационный, режиссёр Инна Воробьёва) — сценарий
- 1991 — Замок — (анимационный, режиссёр Владимиp Наумов) — сценарий
- 1992 — Сиротка Энни — (анимационный, режиссёр Юлиан Калишер) — сценарий
- 1992 — Большой налёт — (анимационный, режиссёр Инна Воробьёва) — сценарий
- 1993 — Война слонов и носорогов — (анимационный, режиссёр Юлиан Калишер) — сценарий
- 1993 — Воздухоплаватели — (анимационный, режиссёр Инна Воробьёва) — сценарий
- 1994 — Страницы российской истории. Земля предков — (анимационный, режиссёр Александр Гурьев) — сценарий
- 1996 — Фуражкин и великан — (анимационный, режиссёр Светлана Гроссу) — сценарий
- 1997 — Пролёт тов. Чкалова под всеми мостами — (анимационный, режиссёр Сергей Шрамковский) — сценарий
- 1998 — Уважайте труд уборщиц — (анимационный, режиссёр Василий Бедошвили) — сценарий
- 2002 — Смотрящий вниз (ТВ сериал, режиссёр Иван Щёголев) — сценарий
- 2004 — Буревестник (анимационный, режиссёр Алексей Туркус) — сценарий — Гран-при анимационного фестиваля в Суздале
- 2005 — Вепрь (ТВ сериал, режиссёр Дмитрий Светозаров) — сценарий
- 2007 — Пробка — (анимационный, режиссёр Артур Клосс) — сценарий
- 2007 — Консервы (режиссёр Егор Кончаловский) — сценарий
- 2009 — След саламандры (ТВ сериал, режиссёр Aлександр Замятин) — сценарий
- 2014 — Инквизитор (ТВ сериал, режиссёр Юрий Мороз) — сценарий
- 2014 — Чёрный Питер (анимационный, в производстве, продюсер Андрей Сигле) — сценарий
- 2015 — Хайвей (Страшный и опасный) (в производстве, режиссёр Сергей Самарский) — сценарий, исполнительный продюсер
- 2018 — Суета сует — (анимационный, режиссёры Алексей Туркус, Алексей Шелманов) — сценарий — Гран-при анимационного фестиваля в Суздале; Приз за лучший художественный короткометражный фильм IV Московского еврейского кинофестиваля; Приз им. Тонино Гуэрра XXV Международного фестиваля анимационных фильмов "КРОК-2018"; Приз "Варшавский Феникс" за лучший короткометражный фильм XV международного кинофестиваля "Еврейские мотивы" в Варшаве
- 2016 — В бегах (ТВ сериал, в производстве, режиссёр Юрий Мороз) — сценарий
- 2018 — Каменская. 10 лет спустя (ТВ сериал, в производстве, режиссёр Юрий Мороз) — сценарий